# Pikachurin
A pikachurin, más néven AGRINL és EGF-szerű fibronektin III- és laminin G-szerű domént tartalmazó fehérje (EGFLAM) az emberben az EGFLAM gén által kódolt fehérje.
A pikachurin disztroglikánra ható fehérje, mely fontos szerepet játszik a fotoreceptorok szalagszinapszisa és a bipoláris dendritek kölcsönhatásában. A disztroglikánnal (DG) való hatása számos tényezőtől függ (DG-glikoziláció, kétértékű ionok jelenléte, más fehérjék jelenléte).
A nem megfelelő pikachurin–DG kötés összefügghet a gyakran szemproblémákat okozó izomdisztrófiákkal.

## Felfedezése és elnevezése
A pikachurin sejtközimátrix-szerű retinafehérje, melyet 2008-ban fedeztek fel Szató Sigeru és társai, és a Pokémon sorozat Pikachu nevű élőlényéről nevezték el. A fehérje nevét Pikachu „gyors mozdulatai” ihlették.
A pikachurint vad típusú és Otx2 knockout egerek génexpressziós profiljának mikroarray-elemzésével azonosították. RT-PCR elemzéssel kimutatták, hogy az Otx2 szabályozza a pikachurinexpressziót, mivel utóbbi egerek retinájában nem történt pikachurinexpresszió, ami azt jelenti, hogy az Otx2 szabályozza a pikachurint. A pikachurin fotoreceptor-szinapszisok szinaptikus résében való elhelyezkedését fluoreszcens antitestekkel igazolták. A pikachurin génjének módosításának szöveti célzását használták annak meghatározásához, hogy a fehérje a megfelelő jelátvitelhez és látáshoz szükséges. Az α-disztroglikánról kimutatták, hogy pikachurinnal immunprecipitációval lép kölcsönhatásba.

## Pikachurin–disztroglikán kölcsönhatás
A disztroglikánligandum más fehérjéknek fontos. Glikozilációja fontos a kötőaktivitáshoz. Egy glikoziltranszferáz-mutáció nem megfelelő glikozilációt okoz, ez más fehérjékkel való kisebb mértékű kötést és veleszületett izomdisztrófiával jár. A disztroglikán–pikachurin kötés kétértékű kationokat igényel. A Ca2+-hoz a legerősebb a kötés, a Mn2+-hoz gyengébb a kötés, a Mg2+-hoz pedig nem történik kötés. A disztroglikánnak vannak több Ca2+-kötést lehetővé tevő doménjei, lehetővé téve több stabil pikachurin–disztroglikán kötést. Így a pikachurin képes oligomereket alkotni, mely a pikachurin–disztroglikán kölcsönhatások módosításában lehet fontos. A NaCl jelenléte a DG és más ligandumfehérjék kapcsolatát akadályozzák, de a pikachurin–DG ligandumra kisebb a hatásuk. Így a pikachurin–DG kötés eltér a DG más fehérjékkel való kötéseitől. A pikachurin feltehetően más fehérjéknél több DG-kötő doménnel rendelkezik. Például ligandumkompetíciós kísérletek alapján a pikachurin jelenléte gátolja a laminin-111–DG kötést, de nagy koncentrációjú laminin-111 nem gátolja a pikachurin–DG kötést.

## Funkciója
A fehérje a szalagszinapszisokhoz kapcsolódik a disztrofinhoz és a disztroglikánhoz hasonlóan.
A pikachurin, akárcsak a laminin, a perlekán, az agrin és a neurexin, a sejtközi térben az α-disztroglikánhoz kapcsolódik. Így a pikachurin e fehérjékhez hasonlóan a disztroglikán megfelelő működéséhez kell. Szükséges továbbá a pre- és a posztszinaptikus terminusok megfelelő összekapcsolásához; a pikachurin deléciója a nesztinéhez hasonlóan nem megfelelő elektroretinogramot okoz.

### Kapcsolata a szalagszinapszisokkal

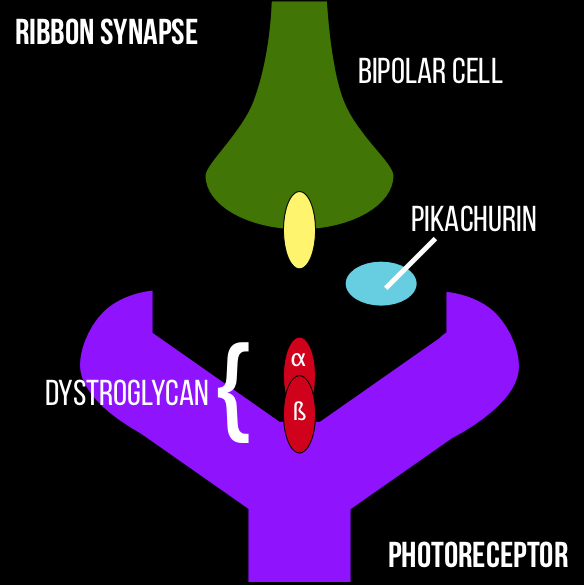
Szalagszinapszis a pikachurin helyzetével

A szinapszisok kialakulása fontos az emlősök központi idegrendszerének megfelelő működéséhez. A retina fotoreceptorai az axonvégződésnél érnek véget, ahol speciális szerkezet, a szalagszinapszis található, mely összeköti a fotoreceptorok végeit a bipoláris és vízszintes sejtekéivel a retina külső fonatszerű rétegében. A pikachurin a fotoreceptorok szalagszinapszisának résében található. Kimutatták, hogy hiánya a bipoláris sejtek dendritvégeinek szalagszinapszisokhoz való nem megfelelő csatlakozását okozza, a szinaptikus jelküldésben és a látásban eltéréseket okozva. Funkciója ismeretlen, de a pikachurin a normál fotoreceptorszalagszinapszis-képződésben és a látás fiziológiai funkcióiban játszik szerepet.

## Kapcsolódó betegségek, izomdisztrófiák
A veleszületett izomdisztrófiák, például az izom–szem–agy betegség oka az α-disztroglikán nem megfelelő mértékű glikozilációja, hibás fotoreceptor-szinaptikus funkciót okozva. A pikachurin fontos ennek megakadályozásához. A fotoreceptorok szalagszinapszisa és a bipoláris dendritek közt a pikachurin által lehetővé tett pontos kölcsönhatások segíthetik az izomdisztrófiás betegek retinális elektrofiziológiai eltéréseinek molekuláris mechanizmusát. Az izom–szem–agy disztrófia oka a POMGnT1 vagy a LARGE mutációja. E két gén az O-mannóz poszttranszlációs módosulását közvetíti, mely a disztroglikánhoz kapcsolódó pikachurinhoz fontos, tehát az izom–szem–agy betegség a pikachurin–α-disztroglikán kölcsönhatások hipoglikozilációja.

## Terápiás alkalmazások
Mivel a pikachurin feltehetően jobb látást eredményez, Szató és társai az Oszakai Biológiai Intézetnél feltételezik, hoogy ez retinitis pigmentosa és más szembetegségek kezelésére is használható.

## Fordítás
Ez a szócikk részben vagy egészben  a   Pikachurin című angol Wikipédia-szócikk ezen változatának fordításán alapul.  Az eredeti cikk szerkesztőit annak laptörténete sorolja fel. Ez a jelzés csupán a megfogalmazás eredetét és a szerzői jogokat jelzi, nem szolgál a cikkben szereplő információk forrásmegjelöléseként.